# Pietro Loreta
Pietro Loreta (Ravenna, 10 luglio 1831 – Bologna, 20 luglio 1889) è stato un chirurgo e politico italiano.

## Biografia

### I primi anni e il suo patriottismo
Pietro Loreta nacque a Ravenna il 10 luglio 1831 dal Conte Nicola e dalla Contessa Teresa Masolini d’Imola. La famiglia, di nobili origini, composta dai genitori e dai tre figli, Luigi, Pietro e Giuseppe, nel 1839 si trasferì a Bologna.
Pietro Loreta, profondamente attratto dalla vita militare, trascorse parte della sua giovinezza addestrandosi all’uso delle armi insieme agli amici nelle cantine di Palazzo Pepoli. Fu fervente patriota, come il fratello Giuseppe che fu ucciso a Roma difendendo Villa del Vascello durante la difesa della Repubblica Romana dall'attacco francese del 3 giugno 1849. L'8 agosto del 1848 con il fratello Luigi prese parte alla battaglia per liberare Bologna dalle truppe austriache, alla testa del Battaglione della Speranza, costituito da Vittorio Paulucci de Calboli. Durante la terza guerra d'indipendenza italiana egli, che aveva partecipato ai moti del 1848, 1849 e 1860, prestò servizio in qualità di ufficiale medico nel Terzo Battaglione del Settimo reggimento dei volontari garibaldini. Durante l'assedio del Forte d'Ampola curò i feriti italiani e stranieri dapprima insieme ad un collega austriaco, poi con un ungherese appartenente al corpo dei cacciatori imperiali (Kaiserjäger). Con entrambi riuscì a collaborare pur non parlando la loro lingua, "distinguendosi come perfetto gentiluomo e uomo di cuore". Da Ampola passò a curare i feriti garibaldini nello Spedale di Bergamo e, al termine del suo incarico, essendosi distinto, ottenne l’encomio e la promozione a capitano. La sua devozione al re Vittorio Emanuele lo portò a scontrarsi ripetutamente con il padre, militante del Papa Pio IX, che lo obbligò a vestire la divisa del gendarme papalino per un anno, tra il 1848 e il 1849. Al termine del mandato decise di tornare a Bologna per proseguire gli studi interrotti dagli interventi politici.

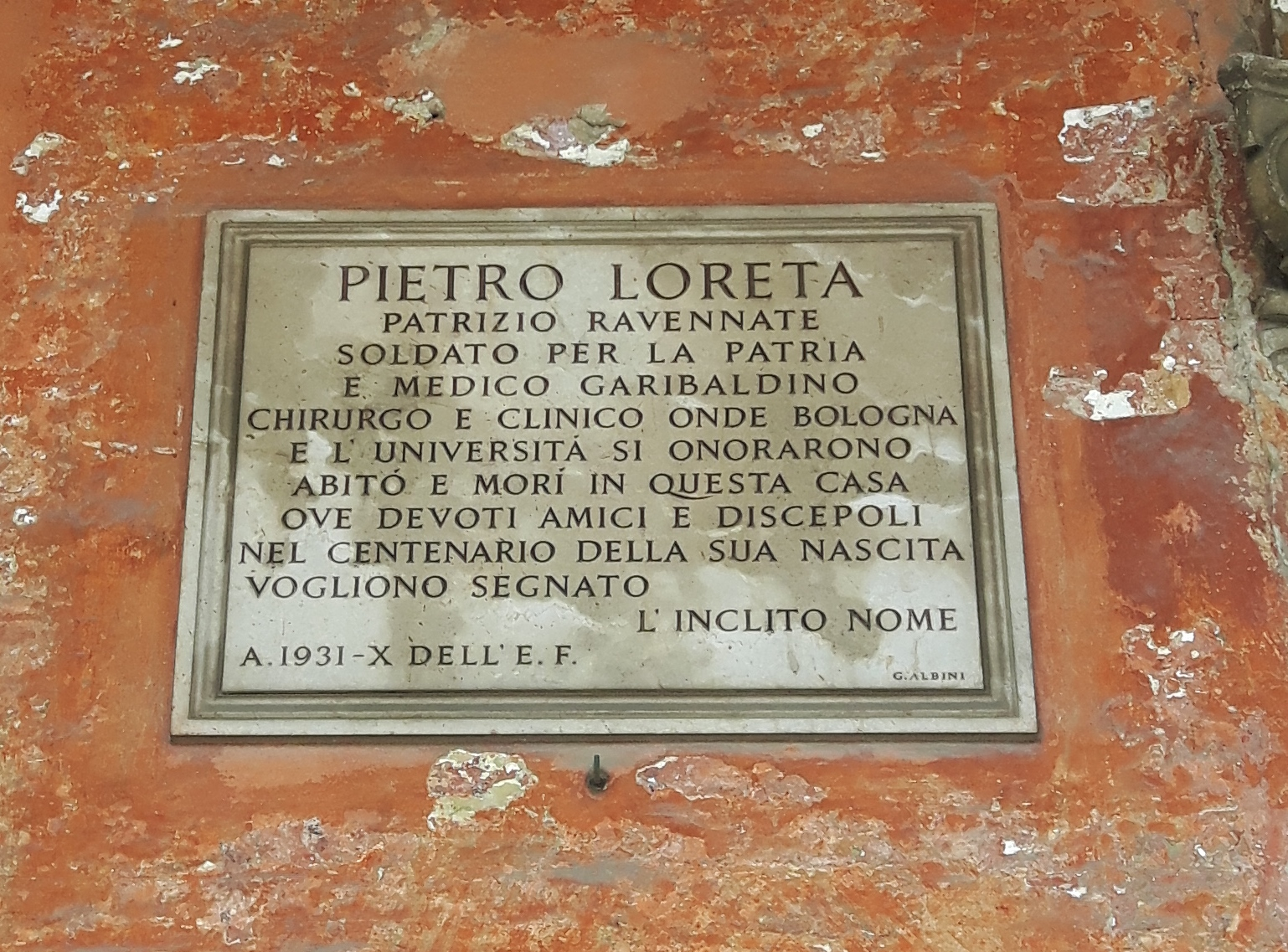
Targa affissa sulla casa di Pietro Loreta a Bologna

### Gli studi medici e la sua carriera
Nel 1850 si iscrisse alla Facoltà di Medicina e Chirurgia dell'Università di Bologna, prendendo la laurea in chirurgia nel 1856 e in medicina due anni dopo. Già prima della laurea si distinse come pro assistente nel Lazzaretto comunale durante la terribile epidemia di colera del 1855 e, dal 1856 al 1858, come collaboratore per le dissezioni presso l'Università. Appena laureato fu conteso come medico condotto tra i comuni di Mosciano, San Lorenzo in Campo, Belvedere e Gualdo Tadino. Si trasferì, quindi, a Gualdo Tadino nel settembre del 1861, dove rimase fino al gennaio dell’anno seguente, quando fu chiamato da Luigi Calori ad esercitare il ruolo di dissettore nell'ateneo bolognese, dove rimase per 5 anni. Contemporaneamente venne incaricato degli insegnamenti di anatomia topografica applicata alla medicina operativa e di Patologia speciale chirurgica. Fu inoltre nominato chirurgo primario all'Ospedale Maggiore di Bologna e assistente supplente della Clinica chirurgica. Al termine della Terza Guerra d'Indipendenza italiana, cui aveva partecipato in qualità di ufficiale medico, fu nominato chirurgo primario quasi contemporaneamente a Fermo, Orvieto e Fano. Indeciso fra le varie città alla fine scelse Fermo, dove si recò il 2 aprile 1867, lasciando dopo 5 anni il laboratorio di anatomia e il suo caro maestro Calori. A Fermo, inoltre, sposò Leopoldina Fabbri, con la quale visse fino al 20 ottobre 1872, giorno in cui ella morì. 
In seguito, nel 1876, egli venne richiamato a Bologna da Giambattista Ercolani, rettore dell'ateneo bolognese, per ricoprire la cattedra di Clinica Chirurgica lasciata scoperta dopo il ritiro di Francesco Rizzoli dall'insegnamento.

### Principali contributi scientifici

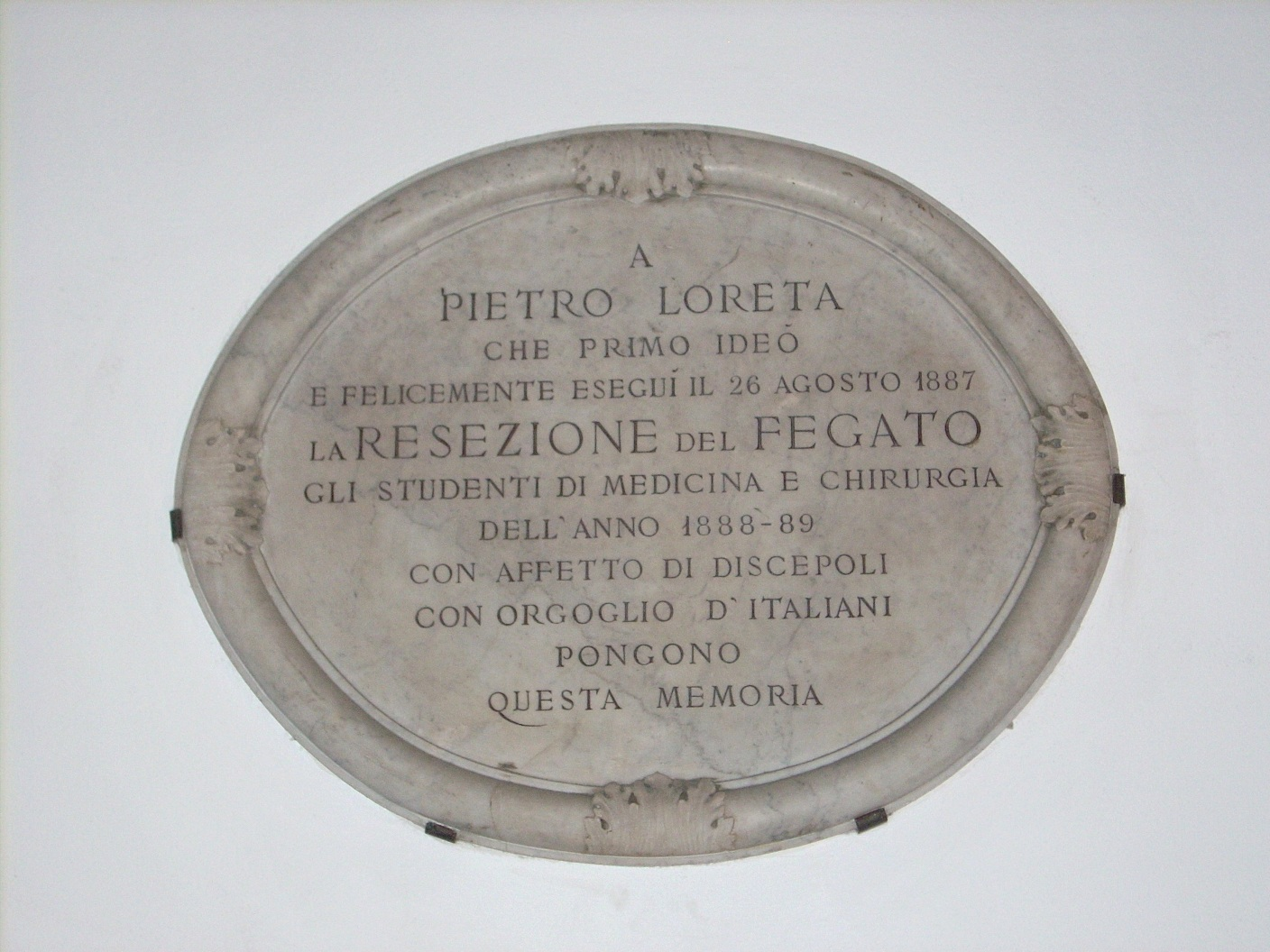
Targa che ricorda la prima resezione di fegato compiuta da Pietro Loreta

Pietro Loreta si affermò ben presto in campo professionale per la capacità di eseguire interventi chirurgici in molteplici settori, impiegando spesso strumenti da lui stesso adattati alle tecniche operatorie. Molto attento all'igiene, riuscì ad evitare infezioni anche nel periodo preantisettico, nonostante l'opposizione del suo stesso allievo Alfonso Poggi all'uso dello spray antisettico nelle operazioni chirurgiche.
Numerosi i suoi scritti: sul piede torto nel 1861; sulle dita a martello nel 1867; sulle fratture del cranio e sulla commozione cerebrale nel 1872; sugli effetti remoti delle contusioni cerebrali e sui restringimenti uretrali nel 1873.
Nel 1874 pubblicò il resoconto delle Conferenze sulle lussazioni traumatiche illustrandole secondo le dottrine di Giovan Battista Fabbri; continuò con lo scrivere sulla contusione dell'addome e della colonna vertebrale nel 1875 e sul cateterismo esofageo per corpi estranei nel 1876.
Nel 1886 fece la sua prima ovariectomia, ma con esito negativo, e questo lo trattenne un po' dalle laparotomie, che in seguito riprese, passando poi alla chirurgia dei grandi tumori dell'utero, dello stomaco, del fegato, delle vie biliari e del rene. 
Il 14 settembre 1882 attuò la divulsione del piloro, tecnica che segnò indubbiamente un progresso della chirurgia nella cura delle stenosi benigne infiammatorie del piloro, tanto che Johannes Otto Kehr la utilizzò per vincere alcune lievi stenosi da peripilorite e periduodenite che frequentemente accompagnavano l'infiammazione della colecisti.
Loreta volle applicare una dilatazione strumentale rapida anche ai restringimenti dell'esofago: il 24 ottobre 1883 riuscì il tentativo di raggiungere la stenosi dell'esofago dal basso verso lo stomaco.
Nel 1887, con l'aiuto di Bartolo Nigrisoli, fu il primo a resecare un fegato infettato da un echinococco alveolare. Contribuì, inoltre, all'avanzamento delle conoscenze nel campo della chirurgia delle vie urinarie. Nel 1879 furono pubblicate le sue lezioni sull'ematocele e sulla tunica vaginale del testicolo. Si occupò inoltre delle prime vie aeree, eseguendo laringotomie per estrazione di corpi estranei. Esperto di chirurgia toracica, il 18 dicembre 1884, compì con grande accuratezza l'introduzione di una spira metallica in un grande aneurisma dell'aorta addominale, operazione che gli valse il premio della Fondazione Balbi-Valier per il progresso delle scienze mediche.

### Gli ultimi anni

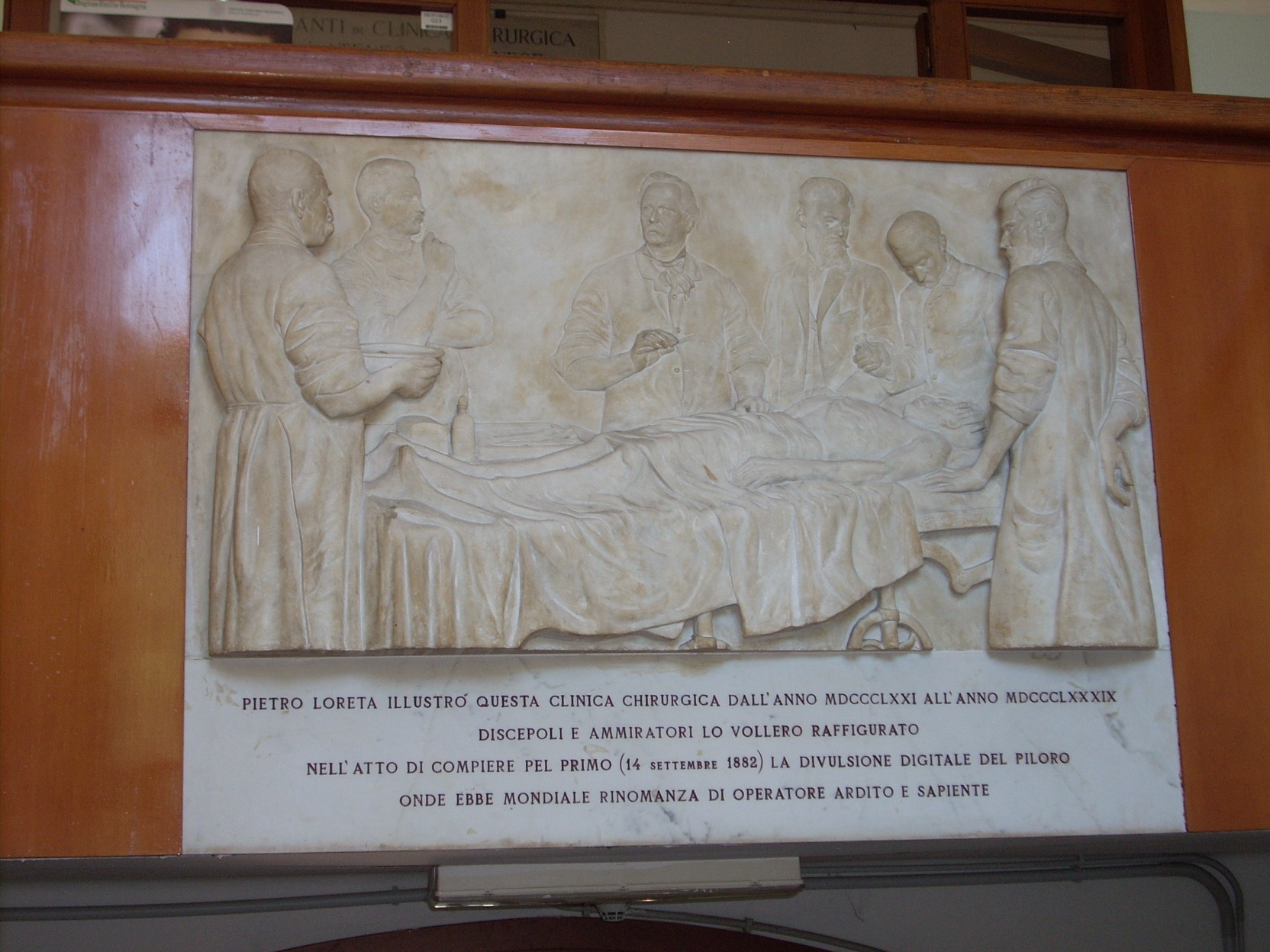
Bassorilievo che raffigura Pietro Loreta nell'atto di compiere la divulsione digitale del piloro.

Prese parte attiva alla vita politica: dapprima fu Consigliere comunale nella città di Bologna e nel 1888 deputato al Parlamento per il primo collegio, eletto all’unanimità dalle due Associazioni Costituzionali delle Romagne, la Progressista e la Monarchica. Accettò la carica, nonostante l’incompatibilità del mandato parlamentare con la sua professione di insegnante, rifiutando lo stipendio. Si occupò prevalentemente della questione universitaria, richiedendo l’istituzione nell’ateneo bolognese di laboratori per ricerche scientifiche, chimiche, microscopiche e batteriologiche e per gli esperimenti sugli animali, da affiancare alla Clinica chirurgica.
Nonostante l’alone di gloria, i numerosi amici e ammiratori, Pietro Loreta non era felice, tanto che il 20 luglio 1889 si diffuse per Bologna la notizia che si era ucciso, tagliandosi le vene. Le cause furono ricondotte alla sofferenza dovuta alla morte della moglie, alle manie di persecuzione da cui era affetto e al suo sentirsi costantemente osservato, giudicato e deriso: egli, infatti, “in tutti vedeva nemici e detrattori”.
(Cesare Facchini)

## Chirurgia: arte e scienza
Primo medico a Bologna e fra i primi in Italia, considerò la Chirurgia come arte e scienza, proponendo quest’ultima come guida della prima, per cui fece istituire, accanto alla Clinica chirurgica, un laboratorio per le ricerche batteriologiche. Consapevole dell'importanza del rapporto tra medico e paziente spinse i giovani medici ad avvicinarsi ai malati più di quanto fosse uso, aiutandoli a sviluppare la necessaria empatia.
Introdusse nel suo metodo di insegnamento, accanto all’educazione della mente, "l’educazione del cuore" affinché il buon chirurgo, prima di essere tale, fosse buon cittadino, uomo coscienzioso, lontano dall’immaginario del "barbiere", o ancor di più del "macellaio", che aleggiavano intorno alla figura del chirurgo dell’epoca.
Elevò la figura del chirurgo al di sopra di quella del puro medico in quanto, pur con le stesse nozioni, doveva conoscere a fondo la tecnica chirurgica e saperla applicare con prontezza.
Inoltre egli si propose come figura del chirurgo che non badava esclusivamente al denaro e alla gloria, bensì era mosso dalla carità. 
Come ricorda il giudizio dell'intellettuale Enrico Panzacchi

## Scritti principali

### Scritti di Chirurgia addominale
- Intorno alla divulsione digitale del piloro: osservazioni cliniche, in Memorie dell'Accademia delle scienze dell'Istituto di Bologna, Serie 4, Volume 4, 1882, pp. 353–375
- La divulsione strumentale dell'esofago invece della gastrostomia, ibid., Serie 4, Volume 5, 1883, pp. 317–330
- La divulsione digitale del piloro e la divulsione strumentale dell'esofago e del cardias invece della gastrostomia, Bologna 1884
- Divulsioni del piloro e del cardias, in Gazzetta degli ospitali, VIII, 1887, pp. 803–805
- Echinococco del fegato; resezione del fegato; escissione della cisti; guarigione, in Memorie dell'Accademia delle scienze dell'Istituto di Bologna, Serie 4, Volume 8, 1887, pp. 581–587
- Colecistotomia e colecistorafia invece della colecistectomia, ibid., Serie 4, Volume 8, 1887, pp. 573–579

### Scritti di Chirurgia genito-urinaria
- Conferenze cliniche sopra i restringimenti uretrali, 1873, ibid. (seconda edizione, Bologna 1878)
- Duecentoquaranta casi di restringimenti uretrali operati nel quinquennio 1873-1878, in Bullettino delle scienze mediche, Serie 6, Volume 1, 1878, pp. 362–403
- Intorno all'ematocele della tunica vaginale del testicolo: osservazioni cliniche, Bologna 1878
- Intorno a un caso di mancanza congenita della vagina, in Memorie dell'Accademia delle scienze dell'Istituto di Bologna, Serie 4, Volume 7, 1886, pp. 159–167

### Scritti di Chirurgia Vascolare
- La patogenesi delle emorroidi e i suoi rapporti colla clinica chirurgica, ibid., Serie 3, Volume 8, 1877, pp. 33–49
- Conferenze di chirurgia pratica sulle emorroidi, Bologna 1878
- Di un aneurisma traumatico dell'aorta addominale, in Memorie dell'Accademia delle scienze dell'Istituto di Bologna, Serie 4, Volume 6, 1884, pp. 215–226

### Scritti di Neurochirurgia
- Le fratture del cranio e la commozione cerebrale considerate clinicamente nei loro rapporti colla medicina forense, ibid., Serie 3, Volume 2, 1872, pp. 241–259
- Intorno ai principali effetti mediati delle contusioni della testa, ibid., Serie 3, Volume 3, 1873, pp. 181–203
- Intorno allo stiramento dei nervi, ibid., Serie 4, Volume 2, 1880, pp. 235–237
- Osservazioni cliniche intorno allo stiramento dei nervi, ibid., Serie 4, Volume 3, 1881, pp. 445–459

### Scritti di Ortopedia e Traumatologia
- Conferenze di chirurgia pratica sulle lussazioni traumatiche, 1874, ibid. (seconda edizione, Bologna 1884)
- Gli effetti immediati delle contusioni sulle pareti e sui visceri del petto, ibid., Serie 3, Volume 5, 1874, pp. 81–104
- Di alcuni fenomeni consecutivi alle contusioni dell'addome e della colonna vertebrale, ibid., Serie 3, Volume 5, 1874, pp. 359–379
- Dell'anemia artificiale nelle operazioni degli arti, ibid., Serie 3, Volume 7, 1876, pp. 348–363

### Scritti di Patologia delle vie aeree
- La laringotomia per le malattie della laringe che minacciano la vita colla soffocazione o colla infezione, ibid., Serie 4, Volume 8, 1887, pp. 1–8

### Scritti riguardanti nuove strumentazioni
- Di un cistotomo nuovo proposto per i metodi del taglio laterale, in Rivista clinica di Bologna, Volume 8, 1869, pp. 132–138
- Del cateterismo esofageo per l'estrazione dei corpi estranei e del cateterismo conduttore per la cistotomia perineale, in Memorie dell'Accademia delle scienze dell'Istituto di Bologna, Serie 3, Volume 6, 1875, pp. 461–486
- Di un nuovo strumento per prendere, estrarre e triturare i calcoli della vescica orinaria, ibid., Serie 4, Volume 2, 1880, pp. 213–233
- Conferenza clinica intorno allo specillo elettrico del Favre e alla specillazione delle ferite, in Il Morgagni, XXII, 1880, pp. 13–21
- Di un uncino fatto a pinzetta e di una pinzetta portalacci e serranodi, in Memorie dell'Accademia delle scienze dell'Istituto di Bologna, Serie 4, Volume 3, 1882, pp. 349–351
- Di un nuovo apparecchio istrumentale per eseguire la sutura intercisa, ibid., Serie 4, Volume 6, 1884, pp. 95–160

## Monumenti e ricordi
A Bologna gli è intitolato un viale nei pressi del Policlinico Sant'Orsola-Malpighi, all'interno del quale gli sono dedicati una targa che ricorda la prima resezione di fegato, da lui effettuata, ed un bassorilievo che lo raffigura nell'atto di compiere la divulsione digitale del piloro. A Bologna nei pressi di piazza Santo Stefano gli è intitolata una targa sulla sua ultima casa.